# Baía do Quissonde
A Baía do Quissonde, também chamada de Baía de Benguela-a-Velha e Baía de Porto Amboim, é um acidente geográfico do tipo baía localizado em frente à cidade de Porto Amboim, em Angola. Situa-se na província do Cuanza Sul, na parte ocidental do país, a 265 quilômetros a sul da capital Luanda.
A baía compreende toda massa d'água entre o cabo das Três Pontas (norte) e a ponta do Quissonde/ponta do Morro (sul). A baía serve como receptáculo das águas do efêmero rio Denda e do rio dos Veados.